# Go-Ahead
Go-Ahead est un groupe privé britannique spécialisé dans le transport de voyageurs par autobus et par trains, né après la libéralisation de ces secteurs d'activité dans le Royaume-Uni. Coté à la Bourse de Londres, il est présent dans l'indice FTSE 250. Go-Ahead est issu de la privatisation de la compagnie britannique des bus National Bus Company en 1987.

## Concurrence
Les principaux concurrents du groupe Go-Ahead au Royaume-Uni sont les suivants :
- Stagecoach
- First Group
- Arriva
- National Express Group (NEG).

Ces groupes sont tous plus importants que Go-Ahead. La particularité de celui-ci est l'autonomie relativement grande que ce groupe accorde à ses sociétés d'exploitation locales et sa volonté de développer davantage les directions locales. Cela semble lui réussir, en effet deux filiales de bus du groupe, celles d'Oxford et de Brighton,  sont généralement considérées comme les meilleures du Royaume-Uni en dehors de Londres.

## Partenariats
Dans le domaine ferroviaire, à la suite de la privatisation des chemins de fer en 1996, le groupe Go-Ahead a créé une filiale commune, appelée GoVia avec la société Keolis (anciennement Via-GTI), filiale de la SNCF, pour l'exploitation de la franchise Thameslink. Go-Ahead conserve une majorité des deux tiers dans la coentreprise, mais peut ainsi bénéficier du savoir-faire et de l'appui technique de la SNCF.

## Sociétés d'exploitation
- Aviance UK (manutention aéroportuaire)
- Brighton & Hove Bus and Coach Company (réseau de bus de Brighton et Hove)
- Go North East (réseau de bus du nord-est de l'Angleterre)
- London Central (réseau de bus à Londres)
- London General (réseau de bus à Londres)
- Meteor Parking (parc de stationnement d'aéroport)
- Metrobus (réseau de bus du Sud-Est de l'Angleterre)
- Oxford bus company (réseau de bus à Oxford)
- Southern (trains de voyageurs)
- Thameslink (Trains de voyageurs)
- Wilts and Dorset Bus Company (réseau de bus du Sud-Ouest de l'Angleterre)
- Southern Vectis réseau de bus dans l'île de Wight
- Solent Blue Line/Musterphantom Bus Company réseau de bus à Southampton
- Marshwood Motor sous-traitant de Solent Blue Line

## International
En Allemagne, la filiale allemande de la compagnie Go-Head Verkehrsgesellschaft Deutschland GmbH, créée le 28 janvier 2014, exploite, depuis juin 2019, des trains dans le lande Bade-Wurtemberg et assure, depuis 2021, la liaison Munich - Memmingen - Lindau, avec des trains (55) Stadler FLIRT 3. Pour son activité dans le Bade-Wurtemberg, Go-Head a créé une filiale spécifique Go-Head Baden-Wurtemberg GmbH, dont le siège se trouve à Stuttgart. Le 3 août 2018, la société a également été sélectionnée par l'autorité organisatrice des transports de l'État de Bavière, pour l'exploitation de trains régionaux. Elle a donc créé une autre filiale Go-Head Bayern GbmH, basée à Augsbourg.
En 2023, la société qui emploie en Allemagne 1000 salariés et exploite 144 matériels roulants est rachetée par les Chemins de fer fédéraux autrichiens (ÖBB), et en particulier par sa filiale allemande ÖBB-Personenverkehr AG. La transaction est soumise à l'approbation des autorités de la concurrence.